# Europäische Maulwurfsgrille

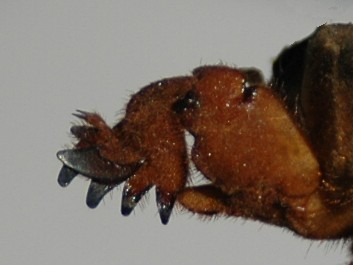
Grabbein einer Europäischen Maulwurfsgrille

Die Europäische oder Gemeine Maulwurfsgrille (Gryllotalpa gryllotalpa), auch Werre, Halbteufel (Schweiz) oder Zwergel, umgangssprachlich G'schwer (Österreich) genannt, ist eine Langfühlerschrecke aus der Familie der Maulwurfsgrillen (Gryllotalpidae).

## Merkmale
Die Tiere erreichen eine Körperlänge von 35 bis 50 Millimetern, die Weibchen sind dabei kürzer als die Männchen. Der Körper ist rotbraun bis schwarz und dunkelbraun gefärbt. Durch ihre Vorderbeine, die zu kräftigen Grabschaufeln umfunktioniert sind, sind sie in Mitteleuropa als einzige Art ihrer Familie unverwechselbar. Am Hinterleibsende tragen beide Geschlechter lange, biegsame Cerci. Die gelblichen Vorderflügel sind kurz, nur die gleichfarbigen Hinterflügel sind voll entwickelt. Die Geschlechter sind sehr schwer zu unterscheiden: die Männchen haben im Gegensatz zu den Weibchen ungefähr in der Mitte der Flügel eine stimmgabelförmige Adergabelung.

## Vorkommen
Die Tiere kommen in Europa, Nordafrika und dem Westen Asiens vor. Sie leben auf lockeren, feuchten, sandigen bis lehmigen Böden mit niedrigem Grasbewuchs. Häufig findet man sie am Rand von Gewässern oder auch in Gärten. In letzteren werden sie häufig stark bekämpft, weswegen sie mancherorts selten bzw. schon ausgerottet worden sind.

## Lebensweise
Die Europäischen Maulwurfsgrillen leben wie alle Maulwurfsgrillen in selbstgegrabenen Gangsystemen im Erdreich. Sie ernähren sich hauptsächlich von Insekten und deren Larven, aber auch von Pflanzenwurzeln, weswegen sie in Gärten Schäden anrichten können und deswegen sehr unbeliebt sind. Die Tiere können nicht nur fliegen, sondern auch gut schwimmen. Sie bevorzugen feuchtere Habitate, wie beispielsweise Wiesen in der Nähe von Gewässern. Während der Paarungszeit erzeugen sie durch Stridulation langanhaltende, surrende „rrrrr“-Geräusche. Die Paarung selbst erfolgt im Mai und Juni. Die Weibchen legen danach 200 bis 500 Eier in einer Erdhöhle ab. Das Weibchen bewacht sowohl die Eier als auch die acht bis zehn Tage später schlüpfenden Larven. Diese überwintern tief im Erdboden. Sie benötigen für ihre Entwicklung fünf Häutungen und sind nach etwa 12 bis 14 Monaten voll entwickelt.

## Gefährdung und Schutz
- Rote Liste BRD 2024: Kategorie 3 (gefährdet).[1]
- Rote Liste Österreich: NT (near threatened).[2]